# Tylos ponticus
Tylos ponticus es una especie de crustáceo isópodo de la familia Tylidae.

## Distribución geográfica
Se distribuye por el mar Mediterráneo.